# Vivi-Benotto
L'equip Vivi-Benotto, conegut anteriorment com a Selle Italia-Chinol, va ser un equip ciclista italià, de ciclisme en ruta que va competir entre 1982 i 1983. No s'ha de confondre amb els equips Santini-Selle Italia o Selle San Marco.

## Principals resultats
- Giro de Sardenya: Gregor Braun (1983)

### A les grans voltes
- Giro d'Itàlia
  - 2 participacions (1982, 1983)
  - 1 victòries d'etapa:
    - 1 el 1983: Gregor Braun

  - 0 classificacions finals:
  - 1 classificacions secundàries:
    - Classificació dels joves: Franco Chioccioli (1983)

- Tour de França
  - 0 participació

- Volta a Espanya
  - 0 participació